# Clément Janequin
Clément Janequin (ca. 1485 – 1558) fue un músico francés del Renacimiento. Se le considera uno de los más famosos compositores de las chanson populares de su época, junto con Claudin de Sermisy, y tuvo mucha importancia en el desarrollo de la chanson parisina, especialmente de tipo programático. Su fama, debida a la gran divulgación que tuvo su obra, fue posible gracias al desarrollo de la impresión musical.

## Vida
Nació en Châtellerault, cerca de Poitiers (hoy departamento de Vienne). Su carrera fue bastante inusual para su época ya que nunca tuvo un puesto estable en una catedral o en una corte aristocrática. Por el contrario, desempeñó una serie de cargos menores, a menudo con el auspicio de importantes mecenazgos. No se conservan documentos que puedan dar detalles sobre su etapa de formación. En 1505 se encontraba en Burdeos empleado al servicio de Lancelot du Fau, el cual llegaría a ser obispo de Luçon; se mantuvo en ese puesto hasta la muerte de du Fau en 1523, siendo contratando entonces por el obispo de Burdeos. Durante ese período se ordenó sacerdote, aunque no debió ejercer grandes funciones ya que parece que siempre se quejaba de la falta de dinero.
Después de 1530, Janequin desempeñó una serie de cargos en Anjou, comenzando como profesor de canto en el coro de la catedral de Auch y progresando a maestro de capilla en la escuela de canto de la catedral de Angers. Pronto atrajo la atención de Jean de Guise, patrón de Erasmo, Clément Marot, y Rabelais; en 1548, con la ayuda de Charles de Ronsard (hermano del poeta Pierre de Ronsard), tuvo un empujón en su carrera, llegando ostentar un puesto religioso en Unverre, no lejos de Chartres. 
Sobre esa época empezó a vivir en París, siendo "cantante regular" en el capilla del rey en 1555, y poco después "compositor regular" del rey: solamente un compositor (Sandrin, también conocido como Pierre Regnault) había tenido antes ese reconocimiento. En su testamento de febrero de 1558, poco antes de morir en París, deja sus pocas pertenencias a la caridad. Todavía se quejaría una vez más de la vejez y la pobreza en la dedicatoria de una obra publicada póstumamente (1559).

## Música

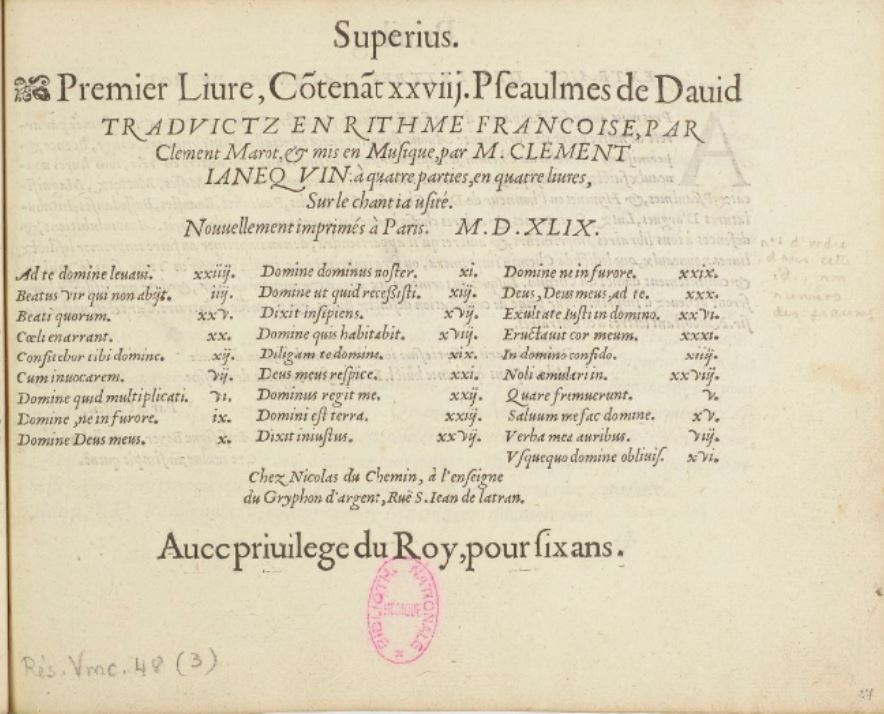
Janequin - Salmo XXVIII del camino 1549

Pocos compositores del Renacimiento fueron tan populares durante su vida como fue Janequin. Sus chansons fueron muy apreciadas y cantadas. El impresor de París Pierre Attaingnant, imprimió cinco volúmenes de sus canciones. La bataille, que tan vívidamente describe los sonidos y eventos de una batalla, junto con el canto de amoríos Il estoit une fillette, son favoritos permanentes de los grupos de música renacentistas hasta el día de hoy.
Janequin escribió muy poca música sacra: sólo se le atribuyen dos misas y un motete, aunque muchas otras obras pudieron haberse extraviado. Sus 250 chansons seculares y 150 salmos y chansons spirituelles — el equivalente francés del madrigale spirituale italiano — son su legado más importante.
Las chansons programáticas por las cuales es conocido Janequin fueron largas piezas segmentadas, que con astucia usualmente imitaban sonidos naturales o del hombre. Le chant des oiseaux imita el canto de las aves. La chasse, el sonido de una cacería y La bataille, probablemente la más famosa y casi con certeza compuesta para celebrar la victoria francesa sobre la Antigua Confederación Suiza en la batalla de Marignano en 1515, imita los sonidos de una batalla, incluyendo el sonar de las trompetas, los cañones y los gritos de los heridos. Efectos onomatopéyicos como estos tuvieron un uso muy común en la música de finales del siglo XVI, hasta entrar a la era barroca. De hecho, la "música de batalla" se volvió un estilo, pero se le atribuirá su prominencia siempre a Janequin.
Además de las chansons programáticas que lo hacen tan famoso, escribió otras obras cortas y refinadas más al estilo de Sermisy. Para estas, incluyó textos de algunos de los poetas más prominentes de su tiempo, incluyendo a Clément Marot. Más tarde llegó a escribir chansons sacras que usaban tonadas calvinistas tradicionales. Y como no hay evidencia documentada de que Janequin haya sido protestante, el uso de los poemas de Marot, las tonadas calvinistas y la simplicidad extraordinaria de su música tadía (especialmente en contraste con la complejidad polifónica y su estilo programático que cultivó en sus primeros años), es al menos todo, sugestivo. Por tanto, Jannequin decidió ponerle música a los ruidos de la vida cotidiana.